# Ben Coutts
Pas d'image ? Cliquez ici

a Compétitions nationales et continentales officielles uniquement.

Ben Coutts, né le 15 août 1979 à Canberra (Australie), est un joueur australien de rugby à XV qui joue au poste de pilier.